# Нишићи
Нишићи су насељено мјесто у Босни и Херцеговини, у општини Илијаш, које административно припада Федерацији Босне и Херцеговине. Према попису становништва из 2013. године у насељу је живјело 48 становника.

## Географија
Насеље се налази на Нишићкој висоравни, на путу Сарајево – Олово.

## Историја
У Нишићима је почетком 20. века грађена српска православна црква (Св. апостола Петра и Павла). Иконе на иконостасу је осликао академски сликар Спиридон Шпиро Боцарић из Сарајева.
Нишићи и Нишићка висораван су у периоду од 1992. до 1996. године били у саставу Републике Српске. Сама висораван и околина су били поприште жестоких борби између ВРС и АРБиХ током рата. Након потписивања Дејтонског споразума, Нишићи и Нишићка висораван су припали Федерацији БиХ, а Срби су се иселили 19. марта 1996. године.

## Становништво
| Националност       | 2013. | 1991. | 1981. | 1971. | 1961. |
| Срби               | 27    | 130   | 151   | 156   | 160   |
| Југословени        |       | 2     | 8     |       | 10    |
| Хрвати             |       | 1     |       |       | 1     |
| Муслимани          | 1     | 1     |       |       |       |
| остали и непознато | 20    |       |       |       |       |
| Укупно             | 48    | 134   | 159   | 156   | 171   |

| Демографија | Демографија | Демографија |
| Година      | Становника  | Становника  |
| ----------- | ----------- | ----------- |
| 1961.       | 171         |             |
| 1971.       | 156         |             |
| 1981.       | 159         |             |
| 1991.       | 134         |             |
| 2013.       | 48          |             |